# Potino de Lugduno
São Potino foi o primeiro bispo de Lugduno (Lião) e o primeiro bispo da Gália. Ele é mencionado pela primeira vez em uma carta atribuída a Irineu de Lugduno. A carta foi enviada das comunidades cristãs de Lião e Vienne para a província romana da Ásia.

## História
De acordo com Alban Butler, em 177, um grande número de cristãos na região de Vienne e Lião eram gregos da Ásia. Houve uma violenta perseguição contra eles enquanto Potino era bispo de Lugduno, e Irineu, que fora enviado por Policarpo para fora da Ásia, era um padre daquela cidade.

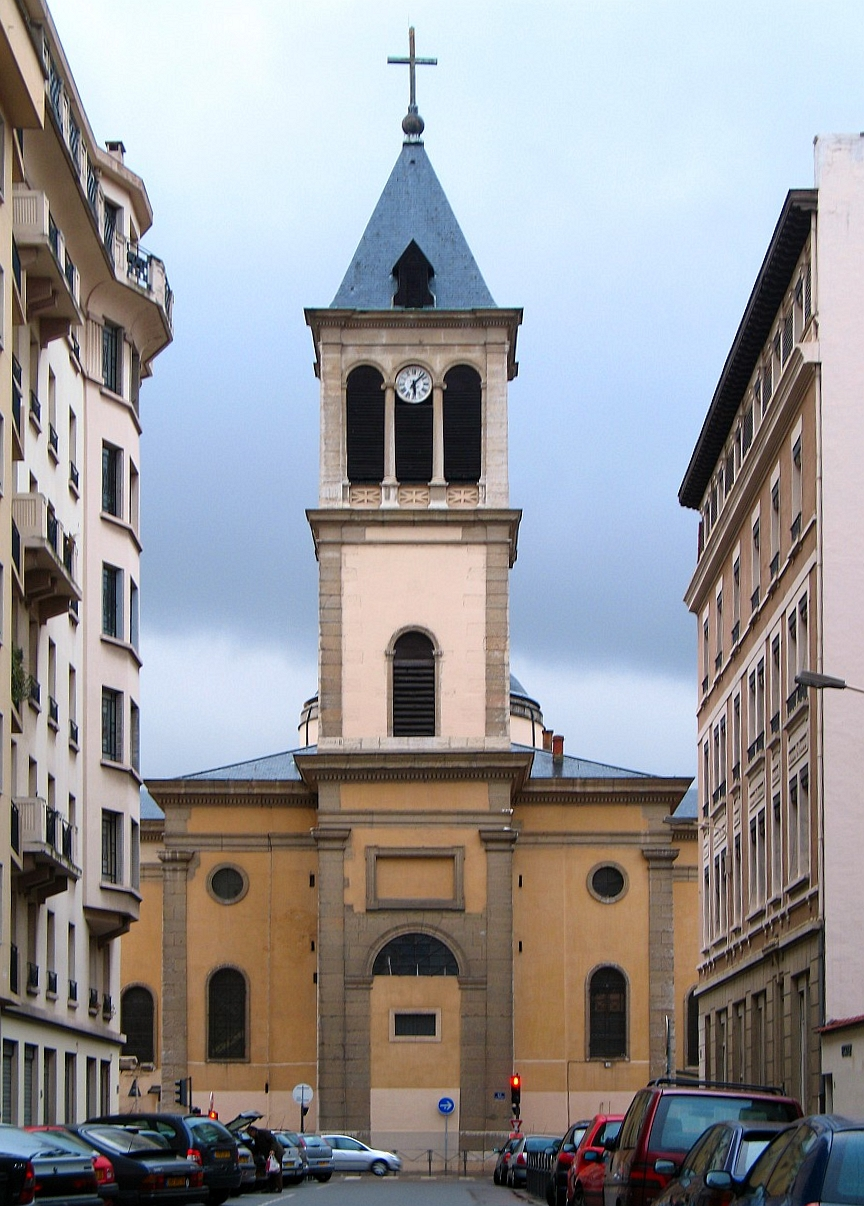
Igreja de São Potino em Lião

Irineu, ao afirmar sua própria autoridade como bispo de Lugduno, diz que Potino havia sido seu antecessor no cargo e o primeiro titular desse cargo; no relato de Irineu, Potino nasceu por volta do ano 87 e morreu aos noventa anos, por volta de 177 d.C.
Segundo a carta, Potino foi martirizado junto com Alexandre, Átalo, Espágato, Maturo e Sâncio, durante as perseguições de Marco Aurélio, um imperador romano conhecido por sua grande tolerância a outras crenças, mas não ao Cristianismo. Potino e vários companheiros foram apreendidos por uma multidão e levados ao magistrado. Acredita-se que Potino tenha morrido pelos abusos que sofreu na prisão, enquanto os outros foram mortos por animais selvagens no anfiteatro local.

A semelhança entre o nome Potino e o verbo francês antigo foutre (equivalente ao termo inglês moderno fuck) leva à fusão sincrética de Potino e Priapo, sob o nome assimilado Saint Foutin. 